# Милитару, Дамьян
Дамьян Милитару (рум. Damian Militaru; 19 декабря 1967, Рымнику-Сэрат, Румыния) — румынский футболист.

## Клубная карьера
Карьеру начинал в «Жиуле», далее играл в бухарестском «Динамо». С 1994 по 1999 провёл в «Стяуа», за который в чемпионате Румынии провёл 139 матчей, забил 21 гол. Летом 1999 года перебрался в российский «Шинник». 14 августа того же года в выездном матче 20-го тура чемпионата России против ростовского «Ростсельмаша» дебютировал за команду, вышел в стартовом составе, отыграл 61-й минуту и был заменён Андреем Гальяновым. По окончании сезона покинул Ярославль. В начале 2000 года играл за «Электро Бере» из Крайовы. Завершал карьеру в «Жиуле», где выступал с 2000 по 2007 годы.